# Borough de Matanuska-Susitna
Pour les articles homonymes, voir Matanuska.
Le borough de Matanuska-Susitna (en anglais : Matanuska-Susitna Borough) est un borough de l'État d'Alaska aux États-Unis.

## Villes et localités
- Alexander Creek
- Big Lake
- Buffalo Soapstone
- Butte
- Chase
- Chickaloon
- Dinglishna Hills
- Farm Loop
- Fishhook
- Gateway
- Glacier View
- Houston
- Knik River
- Knik-Fairview
- Lake Louise
- Lakes
- Lazy Mountain
- Meadow Lakes
- Palmer
- Petersville
- Point MacKenzie
- Skwentna
- Susitna
- Sutton-Alpine
- Talkeetna
- Tanaina
- Trapper Creek
- Wasilla
- Willow
- Y

## Autres lieux
- Byers Lake

## Démographie
| 1960  | 1970  | 1980   | 1990   | 2000   | 2010   |
| ----- | ----- | ------ | ------ | ------ | ------ |
| 5 188 | 6 509 | 17 816 | 39 683 | 59 322 | 88 995 |